# Murom (obwód biełgorodzki)
Murom (ros. Муром) – wieś (ros. село, trb. sieło) w Rosji, w obwodzie biełgorodzkim, w rejonie szebiekińskim. Centrum administracyjne osiedla wiejskiego Muromskoje.

## Geografia
Miejscowość jest położona na południowy zachód od miasta Szebiekino, przy granicy z Ukrainą.

## Demografia
W 2010 roku miejscowość zamieszkiwało 1468 osób.